# 絵鞆半島

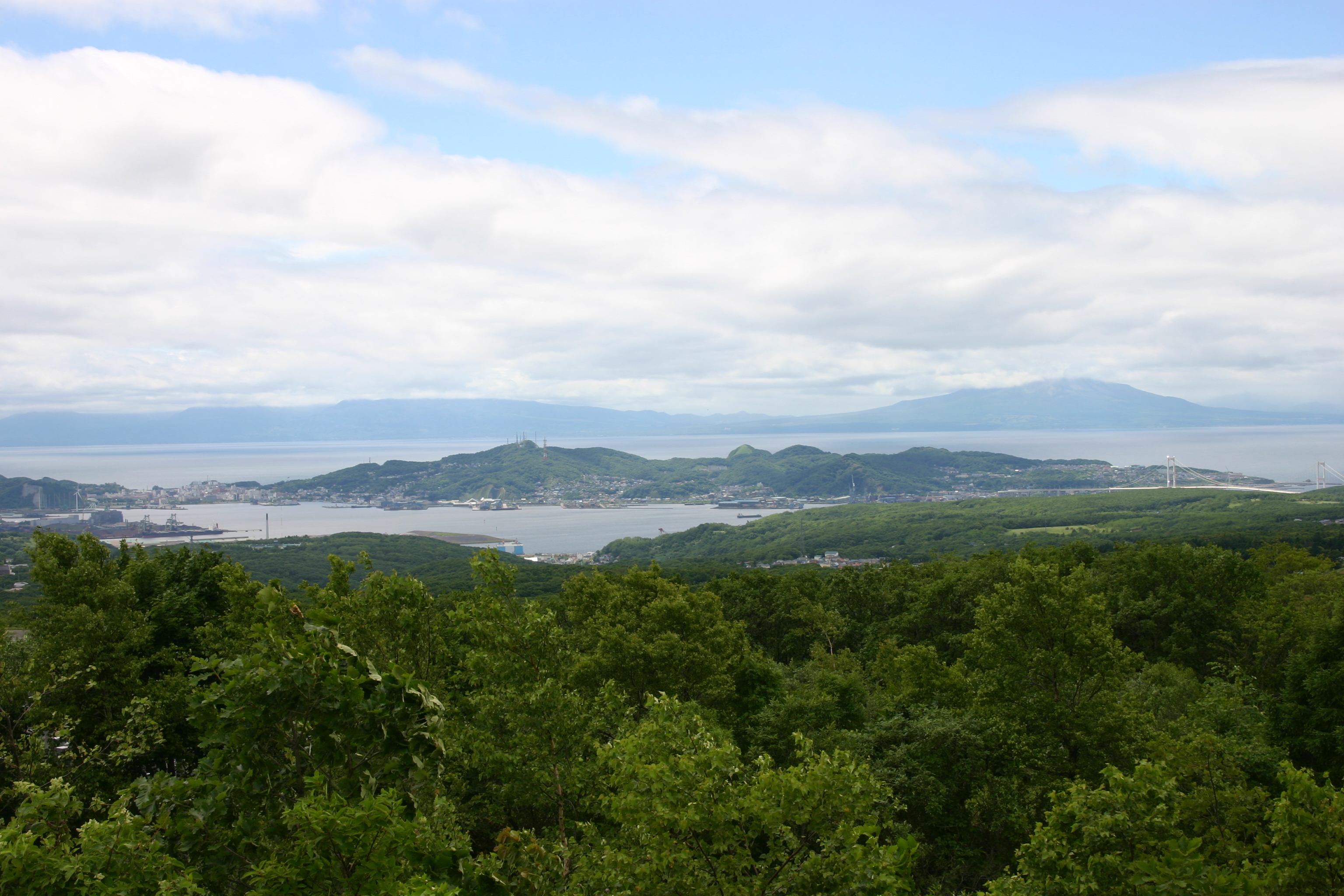
望洋台より望む絵鞆半島
遠景は亀田半島の駒ヶ岳

絵鞆半島（えともはんとう）は、北海道室蘭市南部に位置し、太平洋及び内浦湾に面した小半島。内浦湾の東端を占める。室蘭半島（むろらんはんとう）ともいう。

## 概要
地名はアイヌ語の「エンルム」（岬）に由来するという。室蘭港を抱くように南西のち西へ伸びた陸繋島で、太平洋側の東岸は海食崖が発達。南端はチキウ岬で、太平洋と内浦湾を分ける。半島の最高所である測量山を経て半島の西端に行き着くと絵鞆岬で、近くに市立室蘭水族館がある。半島先端部からは、室蘭港を渡って対岸へ白鳥大橋がかかる。

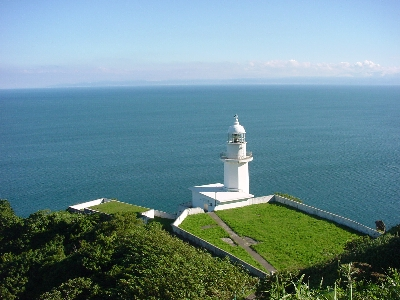
チキウ岬

半島に囲まれた室蘭港は白鳥湾とも呼ばれ、古くから天然の良港として発展してきた。湾に面した埋立地には新日本製鐵室蘭製鐵所をはじめ、多くの企業が立地している。室蘭本線の支線が、半島基部から中程にある室蘭駅まで屈曲しながら走る。
東岸から南岸にかけては、北海道有数の自然景勝地となっており、「ピリカノカ」の一部として国の名勝に指定されている。また、これら半島一帯の景勝地は室蘭八景に選定されている。

## 交通
- 鉄道
  - 室蘭本線（支線）
- 道路
  - 室蘭新道 - 鉄道とほぼ同ルートで半島の基部と中央部を結ぶ。
  - 白鳥新道 - 半島の先端と室蘭港の対岸を海上橋（白鳥大橋）で結ぶ。
  - 北海道道699号室蘭港線 - 半島中央部の市街地と先端の白鳥新道とを繋ぐ。